# Castro de Santa Trega
El castre de Santa Trega és un jaciment arqueològic que es troba al monte de Santa Trega, al municipi d'A Guarda, província de Pontevedra. Pertany a la cultura dels castres i és el més emblemàtic i visitat dels castres gallecs. Va ser declarat Monument Historicoartístic Nacional l'any 1931 i també té la consideració de Bé d'Interès Cultural.
En diverses de les pedres que hi ha al turó, s'hi troben petròglifs elaborats 2.000 anys abans de l'ocupació del poblat. Segons la tesi del director d'excavacions a la dècada de 1980, Antonio de la Peña Santos, el castro va tenir una ocupació continuada entre els segles I aC i I dC, quan va començar un lent procés d'abandonament, potser interromput amb reocupacions esporàdiques temporals en l'època tardoromana.

## Galeria d'imatges

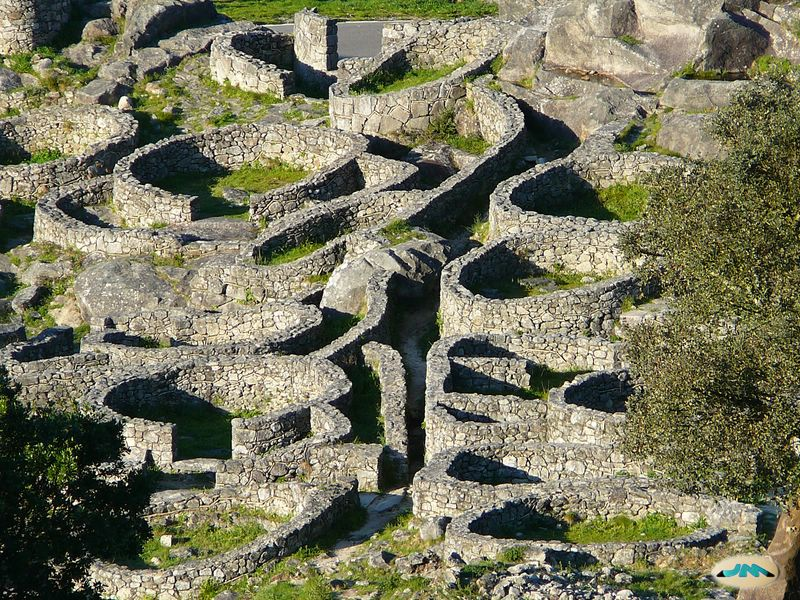
Restes
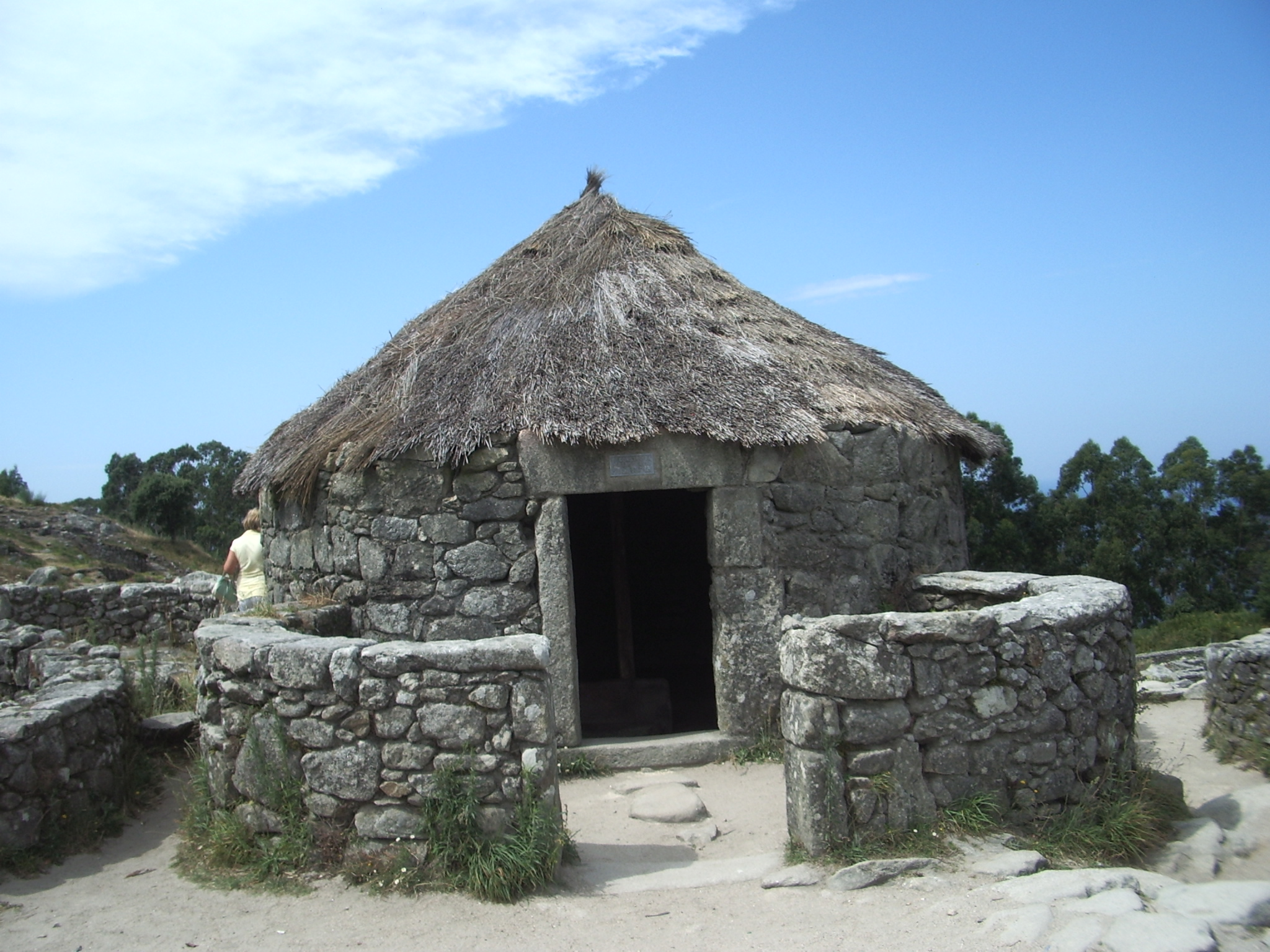
Habitatge reconstruït
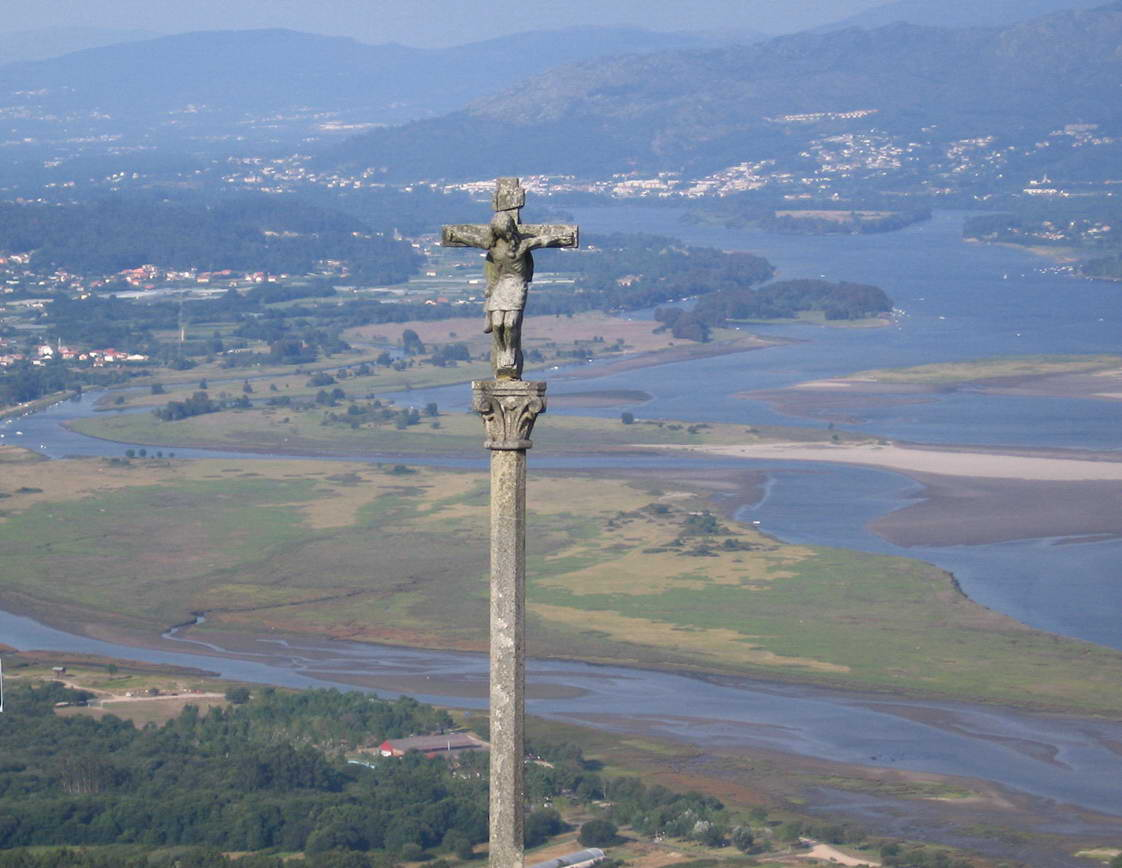
Creu i vista del Miño